# Delft látképe (festmény)
A Delft látképe a holland Jan Vermeer van Delft olajfestménye, a holland festészet aranykorának emblematikus város-festménye. 1659 és 1660 között festette barokk stílusban. Jelenleg a hágai Mauritshuisben van kiállítva.

## Városképi ábrázolások
A városok topografikus ábrázolása Vermeer idejében vált széles körben elterjedtté. Hendrik Vroomnak volt két ilyen műve, de azok még sokkal archaikusabb formában ábrázolták Delft városát. Hercules Seghers az elsők között használt Galilei-féle távcsövet a művei készítése közben.

## Delft látképe a robbanás után

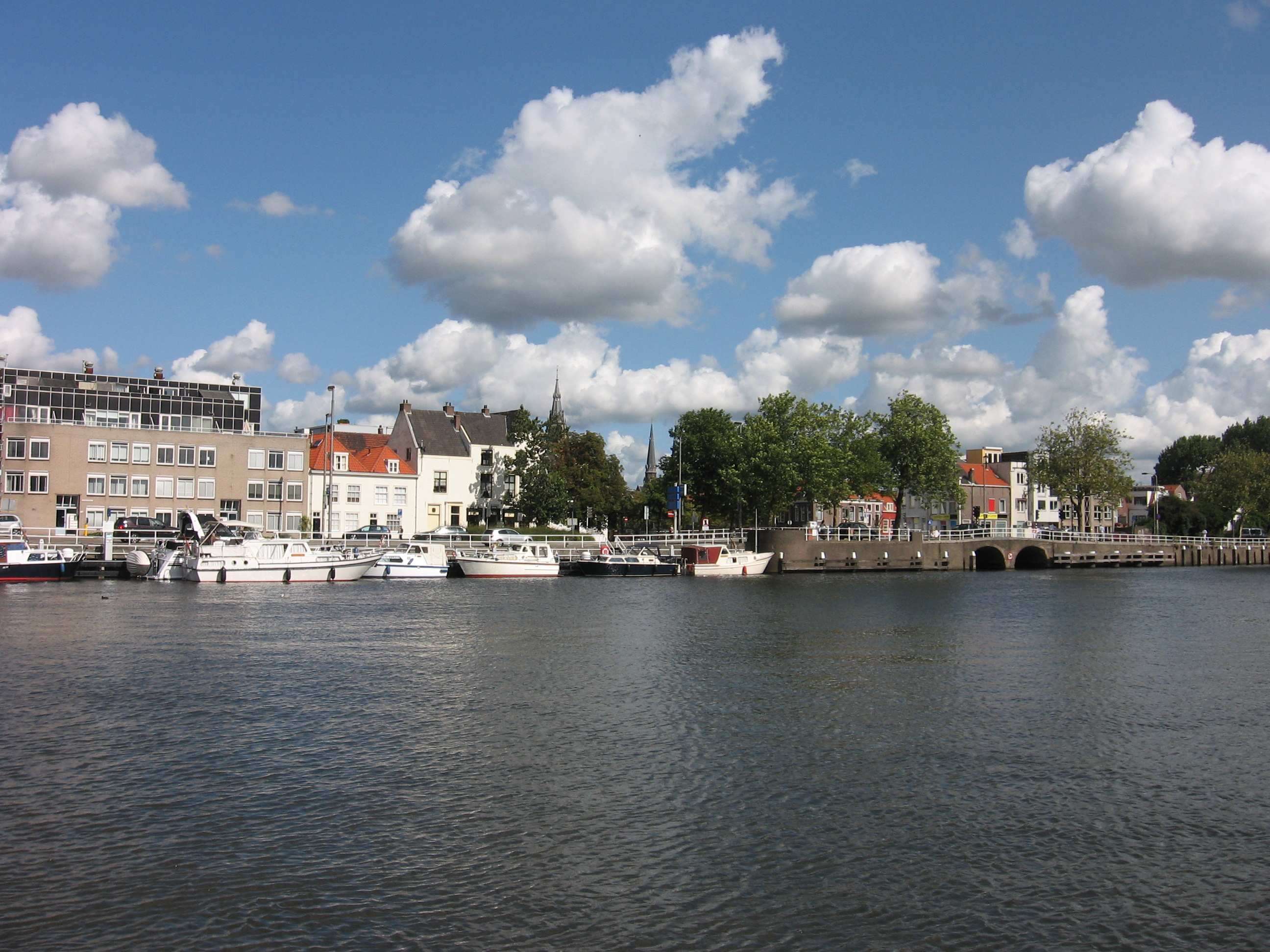
Az a táj, ami ma látható a kép festésének helyén

Vermeer festményén a város látható, de nem oldalsó nézetből, hanem idealizált békességben, a város legfontosabb jellemzőivel. A házak a folyó vízfelületén tükröződnek, az ég felhőkben gazdag.  A kép közepén az üresség a delfti lőportár robbanása miatt van, ami 1654. október 12-én semmisült meg. Közelebbről megnézve, a fény tisztaságának ellenére, felfedezhető, hogy esik az eső, és az esőcseppek a vízbe és a tetőkre hullanak.

## A Kolk-rév és a Schie-folyó
Vermeer a delfti látképet az új delfti csatorna, a Schie partján álló ház első emeletéről kinézve festette, a Kolk-rév felett átnézve. Kolk a hajók fogadására szolgáló új rév volt Delftben, 1620-ban készült el. Balra a csatorna Schiedam és Rotterdam felé vezet. Jobbra a csatorna a város köré vezet és a Vleittel összefolyva északra, Hága felé vezet.
Sokáig úgy tartották, hogy ez a kép camera obscura segítségével készült, de úgy tűnik, fordított távcső volt a segítségére. Csak ez magyarázhatja meg ugyanis az adott városrész panorámaképének látványát, így csökkentve az elöl látható tárgyak képét a normálisnál kisebbre.
Delft látképe időrendben az utolsó olyan képe volt Vermeernek, melyet a színek kavalkádjával gazdagon kidolgozott.
| Biztosan Vermeer képei | Biztosan Vermeer képei | Biztosan Vermeer képei                              | Biztosan Vermeer képei | Biztosan Vermeer képei                             | Biztosan Vermeer képei                                      |
| Sorszám                | Kép                    | Cím                                                 | Készült                | Méret, anyag                                       | Kiállítóhely                                                |
| ---------------------- | ---------------------- | --------------------------------------------------- | ---------------------- | -------------------------------------------------- | ----------------------------------------------------------- |
| 1                      |                        | Krisztus Mária és Márta házában                     | 1654/1655              | 160 × 142 cm, olaj, lenvászon                      | National Gallery of Scotland, Edinburgh                     |
| 2                      |                        | Diana pihenője vagy Diana és a nimfák               | 1655/1656              | 98,5 × 105 cm, olaj, lenvászon                     | Mauritshuis, Hága                                           |
| 3                      |                        | A kerítőnő                                          | 1656                   | 143 × 130 cm, olaj, lenvászon                      | Gemäldegalerie Alte Meister, Drezda                         |
| 4                      |                        | Alvó lány                                           | 1657                   | 87,6 × 76,5 cm, olaj, lenvászon                    | Metropolitan Művészeti Múzeum, New York                     |
| 5                      |                        | Olvasó nő vagy Levelet olvasó lány nyitott ablaknál | 1657                   | 83 × 64,5 cm, olaj, lenvászon                      | Gemäldegalerie Alte Meister, Drezda                         |
| 6                      |                        | Delfti utca, Kis utca vagy Utca Delftben            | 1657/1658              | 54,3 × 44 cm, olaj, lenvászon                      | Rijksmuseum, Amszterdam                                     |
| 7                      |                        | A katona és a nevető lány                           | 1658                   | 49,2 × 44,4 cm, olaj, lenvászon                    | Frick Collection, New York                                  |
| 8                      |                        | Lovag és ivó hölgy                                  | 1658–1660              | 66,3 × 76,5 cm, olaj, lenvászon                    | Gemäldegalerie, Berlin                                      |
| 9                      |                        | Tejet öntő nő                                       | 1658–1660              | 45,4 × 41 cm, olaj, lenvászon                      | Rijksmuseum, Amszterdam                                     |
| 10                     |                        | Hölgy két udvarlóval                                | 1659/1660              | 78 × 67,5 cm, olaj, lenvászon                      | Herzog Anton Ulrich-Museum, Braunschweig                    |
| 11                     |                        | Delft látképe                                       | 1660/1661              | 98,5 × 117,5 cm, olaj, lenvászon                   | Mauritshuis, Hága                                           |
| 12                     |                        | A félbeszakadt zenelecke                            | 1660/1661              | 38,7 × 43,9 cm, olaj, lenvászon                    | Frick Collection, New York                                  |
| 13                     |                        | Levelet olvasó nő kékben                            | 1662–1664              | 46,5 × 39 cm, olaj, lenvászon                      | Rijksmuseum, Amszterdam                                     |
| 14                     |                        | A zenelecke                                         | 1662–1665              | 74,6 × 64,1 cm, olaj, lenvászon                    | Buckingham-palota, London                                   |
| 15                     |                        | Gyöngymérő nő                                       | 1662–1664              | 42,5 × 38 cm, olaj, lenvászon                      | National Gallery of Art, Washington D.C.                    |
| 16                     |                        | Lanton játszó hölgy ablak mellett                   | 1664                   | 51,4 × 45,7 cm, olaj, lenvászon                    | Metropolitan Művészeti Múzeum, New York                     |
| 17                     |                        | A gyöngysor                                         | 1664                   | 55 × 45 cm, olaj, lenvászon                        | Gemäldegalerie, Berlin                                      |
| 18                     |                        | Nő vizeskancsóval                                   | 1664/1665              | 45,7 × 40,6 cm, olaj, lenvászon                    | Metropolitan Művészeti Múzeum, New York                     |
| 19                     |                        | Leány gyöngy fülbevalóval vagy Turbános nő          | 1665                   | 45 × 40 cm, olaj, lenvászon                        | Mauritshuis, Hága                                           |
| 20                     |                        | A koncert                                           | 1665/1666              | 69 × 63 cm, olaj, lenvászon                        | Isabella Stewart Gardner Museum, Boston (1990-ben ellopták) |
| 21                     |                        | Levelet író sárga ruhás hölgy                       | 1665–1670              | 45 × 39,9 cm, olaj, lenvászon                      | National Gallery of Art, Washington D.C.                    |
| 22                     |                        | Hölgy és komornája                                  | 1667/1668              | 89,5 × 78,1 cm, olaj, lenvászon                    | Frick Collection, New York                                  |
| 23                     |                        | Az asztronómus                                      | 1668                   | 50,8 × 46,3 cm, olaj, lenvászon                    | Louvre, Párizs                                              |
| 24                     |                        | A geográfus                                         | 1668/1669              | 53 × 46,6 cm, olaj, lenvászon                      | Städelsches Kunstinstitut, Frankfurt am Main                |
| 25                     |                        | A szerelmeslevél                                    | 1669/1670              | 44 × 38,5 cm, olaj, lenvászon                      | Rijksmuseum, Amszterdam                                     |
| 26                     |                        | A csipkeverőnő                                      | 1669/1670              | 24,5 × 21 cm, olaj, lenvászon (fatáblára feszítve) | Louvre, Párizs                                              |
| 27                     |                        | Levelet író hölgy és komornája                      | 1670                   | 71 × 59 cm, olaj, lenvászon                        | National Gallery of Ireland, Dublin                         |
| 28                     |                        | A katolikus hit allegóriája vagy A hit allegóriája  | 1671–1674              | 114,3 × 88,9 cm, olaj, lenvászon                   | Metropolitan Művészeti Múzeum, New York                     |
| 29                     |                        | Gitáron játszó nő                                   | 1672                   | 53 × 46,3 cm, olaj, lenvászon                      | Kenwood House, London                                       |
| 30                     |                        | Műterem vagy A festészet allegóriája                | 1673                   | 130 × 110 cm, olaj, lenvászon                      | Kunsthistorisches Museum, Bécs                              |
| 31                     |                        | Virginál mellett álló hölgy                         | 1673–1675              | 51,7 × 45,2 cm, olaj, lenvászon                    | National Gallery, London                                    |
| 32                     |                        | Hölgy virginálnál                                   | 1673–1675              | 51,5 × 45,5 cm, olaj, lenvászon                    | National Gallery, London                                    |

| Vermeer kérdéses képei | Vermeer kérdéses képei | Vermeer kérdéses képei     | Vermeer kérdéses képei | Vermeer kérdéses képei           | Vermeer kérdéses képei                                                              |
| Sorszám                | Kép                    | Cím                        | Készült                | Méret, anyag                     | Kiállítóhely                                                                        |
| ---------------------- | ---------------------- | -------------------------- | ---------------------- | -------------------------------- | ----------------------------------------------------------------------------------- |
| 1                      |                        | Szent Praxedis             | 1655                   | 101,6 × 82,6 cm, olaj, lenvászon | Musée de la Chapelle de la Visitation, Monaco (Barbara Piasecka Johnson Collection) |
| 2                      |                        | Leány portréja             | 1666/1667              | 44,5 × 40 cm, olaj, lenvászon    | Metropolitan Művészeti Múzeum, New York                                             |
| 3                      |                        | Fuvolás lány               | 1666/1667              | 20 × 17,8 cm, olaj, lenvászon    | National Gallery of Art, Washington D.C.                                            |
| 4                      |                        | Leány vörös kalapban       | 1666/1667              | 23,2 × 18,1 cm, olaj, fatábla    | National Gallery of Art, Washington D.C.                                            |
| 5                      |                        | Virginál mellett ülő hölgy | 1670                   | 25,5 × 20 cm, olaj, lenvászon    | Sammlung Wynn, Las Vegas                                                            |